# دیپنهال
دیپنهال (به انگلیسی: Dippenhall) یک روستا در بریتانیا است که در ساری واقع شده‌است.